# 301 Баварія
301 Бава́рія (301 Bavaria) — астероїд головного поясу, відкритий 16 листопада 1890 року Йоганном Палізою у Відні.